# Jakobski potok
Jákobski potok je levi pritok Pesnice pri vasi Močna v severnem delu Slovenskih goric. Majhen potoček izvira v plitvi dolinici nad vasjo Srebotje in teče ves čas proti jugovzhodu, sprva po ožji dolini in nato po široki dolini z ravnim dnom, imenovani tudi Jakobski dol, skozi vasi Zgornji in Spodnji Jakobski Dol ter Vukovje, kjer se tik pred pomursko avtocesto izliva v umetno strugo Pesnice. Celotno porečje potoka je zgrajeno iz miocenskih laporjev, zato je v dolinskem dnu večinoma neprepustna ilovnata prst. Ker ima potok tudi zelo majhen strmec, je bilo dolinsko dno nekoč mokrotno in večinoma neposeljeno, saj so bile domačije umaknjene na nekoliko višje obrobje, v dnu doline pa so prevladovali mokrotni travniki. Potok je drobno vijugal po dolinskem dnu, obdan z gostim obvodnim rastlinjem, mokrotni habitati in mozaična kulturna pokrajina pa so nudili dovolj življenjskega prostora za druga živa bitja. Tudi izliv v Pesnico je bil niže, saj je potok dovajal vodo v enega od grajskih ribnikov na območju današnjega jezera Pristava.
V tej in v sosednjih mokrotnih dolinah (dolih) je do nedavnega gnezdila zlatovranka (Coracias garrulus), na Slovenskem ogrožena ptičja vrsta, vendar je v zadnjih letih izumrla, zelo verjetno zaradi melioracij v dnu doline, intenzifikacije kmetijstva in neizvajanja varstvenih ukrepov.
Zaradi gnezdišč zlatovranke je bil večji del doline Jakobskega in sosednjih potokov leta 2004 vključen v območje Natura 2000 kot posebno območje varstva Slovenske gorice – doli, leta 2012 pa so ga izločili iz seznama teh varstvenih območij.
V spodnjem delu doline so že v 60. in 70. letih dvajsetega stoletja izvedli obsežne melioracije v okviru ureditve Pesniške doline, v 80. letih pa še v srednjem delu na območju Zgornjega Jakobskega Dola. Najbolj spodnji del doline so ob gradnji pomurske avtoceste uporabili še za deponiranje odkopnega materiala na površini 20 ha in v ta namen tudi prestavili njegov izliv v Pesnico. Dolinsko dno je zdaj prepreženo z osuševalnimi jarki, večino površine zavzemajo njive, ostalo travniki, ki segajo povsem do roba umetne struge, po kateri je zdaj speljan Jakobski potok. Bregovi potoka so v tem delu skoraj povsem brez grmovnega rastja, ki bi služilo kot blažilni pas med kmetijskimi površinami in potokom ter omogočilo ustreznejše pogoje za vodni živelj.